# Janíky
Janíky (ungarisch Jányok) ist eine Gemeinde im Südwesten der Slowakei mit 957 Einwohnern (Stand 31. Dezember 2024). Sie gehört zum Okres Dunajská Streda, einem Teil des Trnavský kraj.

## Geographie
Die Gemeinde befindet sich im nordwestlichen Teil der Großen Schüttinsel, einem Teil des slowakischen Donautieflands und südlich des rechten Ufers der Kleinen Donau. Das Ortszentrum liegt auf einer Höhe von 125 m n.m. und ist 25 Kilometer von Bratislava sowie 30 Kilometer von Dunajská Streda entfernt.
Nachbargemeinden sind Hrubý Šúr im Norden, Hurbanova Ves im Nordosten, Zlaté Klasy im Osten, Čakany im Süden sowie Tomášov und Vlky im Westen.

## Geschichte

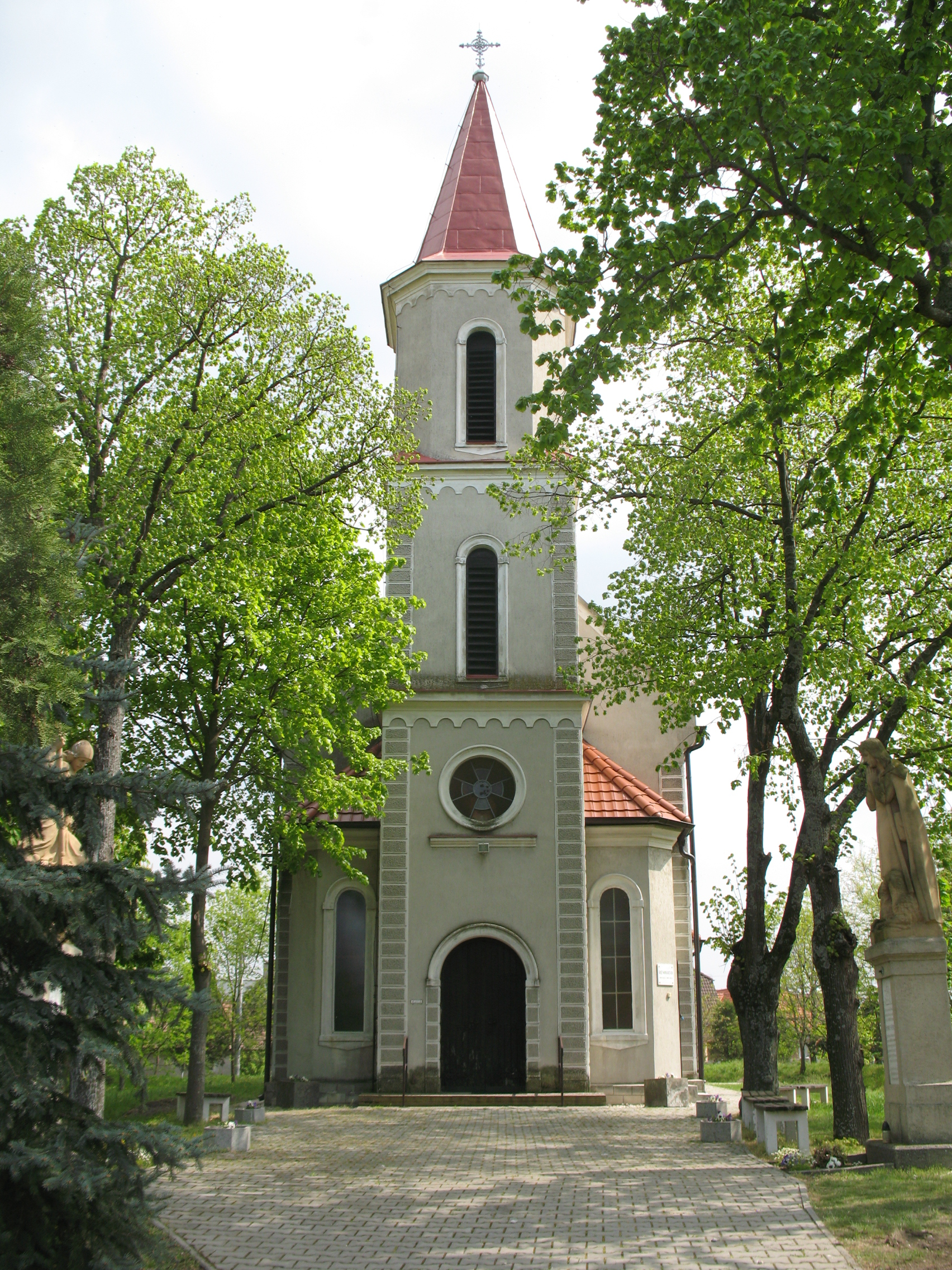
Kirche im Ortsteil Horné Janíky

Die heutige Gemeinde entstand 1940 durch Zusammenschluss der bis dahin selbständigen Orte Búštelek, Dolné Janíky und Horné Janíky (damals ungarisch Bústelek, Alsójányok und Felsőjányok). Bis heute bleiben alle drei Ortsteile der Gemeinde Janíky.
Der ursprüngliche Ort wurde zum ersten Mal 1287 als Januk schriftlich erwähnt und gehörte zum Geschlecht Jánoky. Im 14. Jahrhundert kam es zur Teilung in drei Orte: 1311 ist Janyk Superior (für Horné Janíky), 1341 Janyk Inferior (für Dolné Janíky) und 1360–69 Bwsthelek a. n. Kysjanok (für Búštelek) erwähnt. 1553 hatten die drei Orte insgesamt 25 Porta: 13 in Dolné Janíky und je sechs in Búštelek und Horné Janíky. Bedeutende Gutsbesitzer im 15. und 16. Jahrhundert waren die Pressburger Klarissen sowie Nonnen von Óbuda, im 19. Jahrhundert die Familien Esterházy und Zichy.
Bis 1919 gehörten die im Komitat Pressburg liegende Orte zum Königreich Ungarn und kamen danach zur Tschechoslowakei beziehungsweise heute Slowakei. 1938–45 lagen sie aufgrund des Ersten Wiener Schiedsspruchs noch einmal in Ungarn.

## Bevölkerung
| Jahr                | 1994 | 2004    | 2014     | 2024    |
| ------------------- | ---- | ------- | -------- | ------- |
| Anzahl der Personen | 805  | 775     | 892      | 957     |
| Unterschied         |      | −3,72 % | +15,09 % | +7,28 % |

| Jahr                | 2023 | 2024    |
| ------------------- | ---- | ------- |
| Anzahl der Personen | 946  | 957     |
| Unterschied         |      | +1,16 % |

Nach der Volkszählung 2011 wohnten in Janíky 855 Einwohner, davon 650 Magyaren, 175 Slowaken, acht Roma und ein Tscheche; drei Einwohner waren anderer Ethnie. 18 Einwohner machten keine Angabe. 765 Einwohner bekannten sich zur römisch-katholischen Kirche, 47 Einwohner zur reformierten Kirche, sieben Einwohner zur evangelischen Kirche A. B., je drei Einwohner zur griechisch-katholischen Kirche und zur reformierten Kirche, und je ein Einwohner zur evangelisch-methodistischen Kirche und zur orthodoxen Kirche. 39 Einwohner waren konfessionslos und bei 36 Einwohnern wurde die Konfession nicht ermittelt.
Ergebnisse der Volkszählung 2001 (782 Einwohner):
| Nach Ethnie: - 90,28 % Magyaren - 9,08 % Slowaken - 0,26 % Roma - 0,13 % Tschechen | Nach Konfession: - 96,80 % römisch-katholisch - 1,53 % keine Angabe - 1,15 % konfessionslos - 0,13 % evangelisch |

## Bauwerke
- römisch-katholische Herz-Jesu-Kirche im eklektizistischen Stil aus dem Jahr 1914